# Ventspils
Ventspils (tyska: Windau) är en hamnstad i västra Lettland, vid floden Ventas utlopp i Östersjön. Staden har 38 447 invånare (2017). Den ligger norr om Liepāja (Libau) och väster om Riga.
Ventspils är en så kallad nationalstad, det vill säga att de har liknande självstyre som distrikt. Ventspils är även huvudort för kommunen Ventspils novads, fastän staden inte ligger i kommunen. Stadens borgmästare är Jānis Vītoliņš.

## Historia
Ventspils grundades (som Windau) av Tyska orden, som 1242 byggde en borg på platsen. Orten blev en viktig handelsplats för Hansan och fick 1378 stadsrättigheter. År 1659 intogs Ventspils av svenska styrkor under Robert Douglas och befästes av dem mot sjösidan. Från 1700-talet var staden en viktig rysk, lettisk och sovjetisk hamnstad. I slutet av 1800-talet var Ventspils en viktig utförselhamn för ryskt spannmål.
Under första världskriget besköts fyrtornet vid Ventspils den 23 september 1914 av en tysk torpedbåt. Den 28 juni 1915 bombarderades hamnen av tyska flygare, och sedan tyskarna i juli besatt Ventspils bombarderades staden den 10 september samma år av ryska flygare. Efter ryska revolutionen besattes Ventspils den 31 januari 1919 av bolsjevikerna, men den intogs den 25 februari av baltiska och tyska trupper. Den 3 juni tågade sedermera lettiska trupper in i staden.

## Näringsliv
Ventspils oljehamn anlades för export av sovjetisk olja, och från hamnen exporteras även andra kemikalier. Staden har även fiske-, trävaru- och livsmedelsindustri. En högskola grundades 1997.

## Kommunikationer
Ventspils har en stor oljehamn, och är om vintrarna viktig som isfri hamn. Staden har passagerar- och bilfärjeförbindelse till Nynäshamn i Sverige, med Stena Line som operatör, se Nynäshamn–Ventspils. Åren 2005–2007 fanns även färjelinjen Karlshamn–Ventspils.
En järnvägslinje Riga–Ventspils för persontrafik är numera nedlagd. Den viktiga oljeindustrin använder järnvägen till Ventspils.

## Sport
Fotbollsklubben FK Ventspils vann lettiska ligan flera gånger på 2000- och 2010-talet, men fick ekonomiska problem och drog sig ur lettiska högstaligan 2021. Klubbens efterföljare, JFK Ventspils, spelar i andradivisionen.
Ventspils stod värd för Europamästerskapen i orientering 2008.